# Clubiona corticalis
Clubiona corticalis es una especie de araña araneomorfa del género Clubiona, familia Clubionidae. Fue descrita científicamente por Walckenaer en 1802.
Habita en Europa, Turquía y Cáucaso. Suelen habitar debajo de la corteza, en ramas de Pinus, también es común encontrarlas en los cobertizos de los jardines.